# Zagrożenie
Zagrożenie – zjawisko wywołane działaniem sił natury bądź człowieka, które powoduje, że poczucie bezpieczeństwa maleje bądź zupełnie zanika. Dzielą się one na:
- naturalne (np. klęski żywiołowe),
- związane z działalnością człowieka, a te dzielimy na:
  - zagrożenia cywilizacyjne, np. choroby;
  - zagrożenia destrukcyjne, np. terroryzm, przestępczość, sabotaż;
  - zagrożenia gospodarcze, np. zanieczyszczenie środowiska, wadliwe konstrukcje.

Zagrożenie możemy jeszcze podzielić ze względu na rozmiary (terytorium) na którym ono zachodzi, tzn.:
- globalne,
- regionalne,
- lokalne.

Zagrożenie a ryzyko – choć oba te czynniki występują równolegle, nie należy ich ze sobą utożsamiać, gdyż podobnie jak przyczyna i skutek są to dwa odrębne zjawiska. Przykładowo zagrożenie mogą stanowić zwisające z dachu duże sople, podczas gdy ryzykiem jest przebywanie lub przechodzenie w miejscu, w którym jest możliwe uderzenie przez oderwany sopel.